# Reynaudia
Reynáudia (лат.) — монотипный род растений семейства Злаки (Poaceae). Включает единственный вид — Reynaudia filiformis.

## Описание
Многолетние травянистые растения. Листья нитевидные. Лигула бахромчатая.
Ветви соцветия первого порядка разветвлённые, прямостоячие. Колосковые чешуи и нижняя лемма такой же длины, как и колосок, расщеплённые, все с одной остью. Верхняя лемма гладкая, острая. Верхняя цветковая чешуя редуцирована или отсутствует. Тычинок 2.

## Распространение
Встречается на Больших Антильских островах (Куба, Ямайка и Гаити).